# Culicia hoffmeisteri
Culicia hoffmeisteri is een rifkoralensoort uit de familie van de Rhizangiidae. De wetenschappelijke naam van de soort is voor het eerst geldig gepubliceerd in 1966 door Squires.